# George Villiers (1759-1827)
George Villiers (23 novembre 1759 – 21 marzo 1827) è stato un politico inglese.

## Biografia
Era il terzogenito di Thomas Villiers, I conte di Clarendon, e di sua moglie, Lady Charlotte Capell, figlia di William Capell, III conte di Essex. Studiò a Eton College e al St John's College di Cambridge.

## Carriera
Nel 1792, acquistò il supporto di Lord Warwick. Il 18 gennaio 1792 rappresentò Warwick in Parlamento. Il 19 marzo 1792, poco dopo il suo ingresso in Parlamento, è stato nominato Tesoriere di Marines.
Nel 1794, venne nominato comandante di cavalleria della Hertfordshire Yeomanry.
Egli godette del favore del re. Gli fu permesso di ricoprire la carica di Groom of the Bedchamber e ufficiale giudiziario dei suoi allevamenti di Windsor.
Visse a Windsor Old Lodge fino al 1805, quando venne nominato ranger di Cranbourne Chase e si trasferirono a Cranbourne Lodge. Lui e sua moglie erano particolarmente intimo con la principessa Amelia, figlia prediletta del re.

## Matrimonio
Sposò, il 17 aprile 1798, Theresa Parker (29 settembre 1775-12 gennaio 1856), figlia di John Parker, I barone di Boringdon e della seconda moglie, Theresa Robinson. Ebbero dieci figli:
- Georgiana Villiers (12 febbraio 1799-16 marzo 1799);
- George Villiers, IV conte di Clarendon (26 gennaio 1800-27 giugno 1870);
- Lord Thomas Hyde Villiers (24 gennaio 1801-3 dicembre 1832), sposò Charlotte Harte, ebbero due figli;
- Lord Charles Pelham Villiers (1802-16 gennaio 1898);
- Lady Mary Theresa Villiers (8 marzo 1803-9 novembre 1865), sposò in prime nozze Thomas Lister, ebbero una figlia, sposò in seconde nozze George Lewis, II Baronetto;
- Frederick Adolphus Villiers (17 febbraio 1805-21 novembre 1806);
- Lord Edward Ernest Villiers (23 marzo 1806-30 ottobre 1843), sposò Elizabeth Liddell, ebbero quattro figli;
- Augustus Villiers (2 marzo 1808-24 marzo 1808);
- reverendo Henry Montagu Villiers (4 gennaio 1813-9 agosto 1861), sposò Amelia Maria Hulton, ebbero sei figli;
- Lord Augustus Algernon Villiers (14 aprile 1817-13 luglio 1843).

## Morte
Morì il 21 marzo 1827, all'età di 67 anni.

## Ascendenza
|                                       |                                    |                                                           | Genitori                                |  |  | Nonni |  |  | Bisnonni                           |  |  | Trisnonni           |  |
|                                       |                                    |                                                           |                                         |  |  |       |  |  | Edward Villiers, I conte di Jersey |  |  | sir Edward Villiers |  |
|                                       |                                    |                                                           |                                         |  |  |       |  |  | Edward Villiers, I conte di Jersey |  |  | sir Edward Villiers |  |
|                                       |                                    | lady Frances Howard                                       |                                         |  |  |       |  |  | Edward Villiers, I conte di Jersey |  |  |                     |  |
| William Villiers, II conte di Jersey  |                                    |                                                           |                                         |  |  |       |  |  | Edward Villiers, I conte di Jersey |  |  |                     |  |
|                                       |                                    | Barbara Chiffinch                                         | William Chiffinch                       |  |  |       |  |  |                                    |  |  |                     |  |
|                                       |                                    | Barbara Chiffinch                                         | William Chiffinch                       |  |  |       |  |  |                                    |  |  |                     |  |
|                                       |                                    | Barbara Chiffinch                                         | Barbara Nunn                            |  |  |       |  |  |                                    |  |  |                     |  |
| Thomas Villiers, I conte di Clarendon |                                    | Barbara Chiffinch                                         |                                         |  |  |       |  |  |                                    |  |  |                     |  |
|                                       |                                    | Frederick Herne                                           | Nathaniel Herne                         |  |  |       |  |  |                                    |  |  |                     |  |
|                                       |                                    | Frederick Herne                                           | Nathaniel Herne                         |  |  |       |  |  |                                    |  |  |                     |  |
|                                       |                                    | Frederick Herne                                           | Judith Frederick                        |  |  |       |  |  |                                    |  |  |                     |  |
| Judith Herne                          |                                    | Frederick Herne                                           |                                         |  |  |       |  |  |                                    |  |  |                     |  |
|                                       |                                    | Elizabeth Lisle                                           | William Lisle                           |  |  |       |  |  |                                    |  |  |                     |  |
|                                       |                                    | Elizabeth Lisle                                           | William Lisle                           |  |  |       |  |  |                                    |  |  |                     |  |
|                                       |                                    | Elizabeth Lisle                                           | Elizabeth Aylworth                      |  |  |       |  |  |                                    |  |  |                     |  |
| lord George Villiers                  |                                    | Elizabeth Lisle                                           |                                         |  |  |       |  |  |                                    |  |  |                     |  |
|                                       | Algernon Capell, II conte di Essex | Arthur Capell, I conte di Essex                           |                                         |  |  |       |  |  |                                    |  |  |                     |  |
|                                       | Algernon Capell, II conte di Essex | Arthur Capell, I conte di Essex                           |                                         |  |  |       |  |  |                                    |  |  |                     |  |
|                                       | Algernon Capell, II conte di Essex | lady Elizabeth Percy                                      |                                         |  |  |       |  |  |                                    |  |  |                     |  |
| William Capell, III conte di Essex    | Algernon Capell, II conte di Essex |                                                           |                                         |  |  |       |  |  |                                    |  |  |                     |  |
|                                       |                                    | lady Mary Bentinck                                        | William Bentinck, I conte di Portland   |  |  |       |  |  |                                    |  |  |                     |  |
|                                       |                                    | lady Mary Bentinck                                        | William Bentinck, I conte di Portland   |  |  |       |  |  |                                    |  |  |                     |  |
|                                       |                                    | lady Mary Bentinck                                        | Anne Villiers                           |  |  |       |  |  |                                    |  |  |                     |  |
| lady Charlotte Capell                 |                                    | lady Mary Bentinck                                        |                                         |  |  |       |  |  |                                    |  |  |                     |  |
|                                       |                                    | Henry Hyde, IV conte di Clarendon e II conte di Rochester | Laurence Hyde, I conte di Rochester     |  |  |       |  |  |                                    |  |  |                     |  |
|                                       |                                    | Henry Hyde, IV conte di Clarendon e II conte di Rochester | Laurence Hyde, I conte di Rochester     |  |  |       |  |  |                                    |  |  |                     |  |
|                                       |                                    | Henry Hyde, IV conte di Clarendon e II conte di Rochester | lady Henrietta Boyle                    |  |  |       |  |  |                                    |  |  |                     |  |
| lady Jane Hyde                        |                                    | Henry Hyde, IV conte di Clarendon e II conte di Rochester |                                         |  |  |       |  |  |                                    |  |  |                     |  |
|                                       |                                    | Jane Leveson-Gower                                        | sir William Leveson-Gower, IV baronetto |  |  |       |  |  |                                    |  |  |                     |  |
|                                       |                                    | Jane Leveson-Gower                                        | sir William Leveson-Gower, IV baronetto |  |  |       |  |  |                                    |  |  |                     |  |
|                                       |                                    | Jane Leveson-Gower                                        | lady Jane Granville                     |  |  |       |  |  |                                    |  |  |                     |  |
|                                       |                                    | Jane Leveson-Gower                                        |                                         |  |  |       |  |  |                                    |  |  |                     |  |